# David Tencer
 (juillet 2023).
Dávid Tencer, O.F.M. Cap., né le 18 mai 1963 à Nová Baňa, en Slovaquie, est l’évêque catholique romain de Reykjavík depuis 2015.

## Biographie
Dávid Bartimej Tencer est né le 18 mai 1963 à Nová Baňa, en Slovaquie. Il entreprend ses études théologiques à l'université de Bratislava.
Le 15 juin 1986, il est ordonné prêtre pour le diocèse catholique romain de Banská Bystrica.
En 1990, Tencer entre dans l'Ordre des Capucins et, le 28 août 1994, prononce ses vœux solennels. Il est ensuite prêtre à Holíč avant d'être envoyé à Hriňová en 1996 pour créer un nouveau couvent, qui est alors devenu le lieu de formation des Capucins postulants, dont David Tencer devient le directeur en 2002, puis le supérieur en 2003.
En 2004, il s'installe en Islande comme missionnaire afin d'implanter une présence capucine. Il commence comme vicaire de Stella Maris à Reykjavík, avant d'être nommé curé de Reyðarfjörður. 
Le 18 septembre 2015, le pape François le nomme évêque de Reykjavík, où le 31 octobre 2015, son prédécesseur, Pierre Bürcher, le consacre. Ses co-consacrateurs sont le Nonce apostolique en Islande (en), l’archevêque Henryk Józef Nowacki, et l’évêque de Žilina (de), Tomáš Galis.
Le 17 juin 2017, une nouvelle église catholique a été consacrée à Reyðarfjörður lors d’une cérémonie dirigée par l’évêque Dávid Tencer. L'église était un cadeau de l'Église catholique slovaque.